# Trichothyas musicola
Trichothyas musicola är en kvalsterart som först beskrevs av Mitchell 1953.  Trichothyas musicola ingår i släktet Trichothyas och familjen Thyasidae. Inga underarter finns listade i Catalogue of Life.